# Filippa Wallén
Filippa Pauline Wallén (født 21. januar 2000) er en kvindelig svensk fodboldspiller, der spiller som angriber for engelske West Ham United og har tidligere optrådt for Sveriges U/17-kvindefodboldlandshold, fra 2015 til 2016.
Hun skrev i Januar 2020, under med den engelske FA Women's Super League-klub West Ham United.